# Bent Olsen
Bent Olsen (født 15. november 1941 i Vonsild, død 18. juli 2009) var en dansk kaptajn og politiker som var medlem af Folketinget for Centrum-Demokraterne i 1979. Han indtrådte efter Jes Schmidts død.
Olsen blev født i 1941 i Vonsild syd for Kolding som søn af sognepræst Svend Aage Olsen og Sylvia Olsen. Han havde mellemskoleeksamen fra Kolding Realskole og blev udlært elektriker i 1959. Han gik på Forsyningstroppernes Løjtnantskole og blev uddannelsesofficer og kaptajn i Hjemmeværnet.
Olsen var amtsformand for Centrum-Demokraterne i Sønderjylland 1973-1976 og medlem af Centrum-Demokraternes landsråd fra 1974. Han blev opstillet til Folketinget i Sønderjyllands Amtskreds i 1977 og blev første stedfortræder for Centrum-Demokraterne i amtskredsen ved folketingsvalget 1977.
Olsen var midlertidigt medlem af Folketinget som stedfortræder for Jes Schmidt tre gange a 1-2 ugers varighed i 1977 og 1978, og i perioden 17. januar til 1. august 1979 hvor Jes Schmidt døde. Herefter overtog Olsen Schmidts plads i Folketinget og var ordinært medlem fra 2. august 1979 til valgperiodens udløb 23. oktober 1979.